# Hans Kadereit

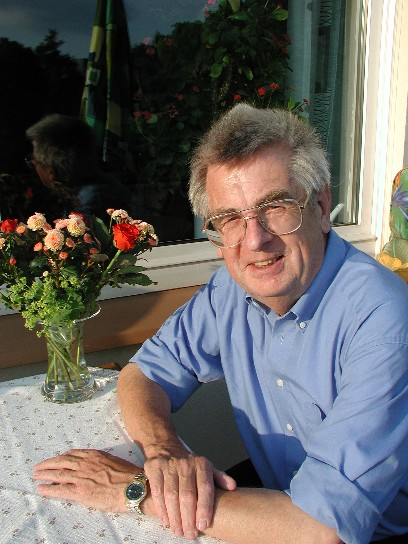
Hans Kadereit (2005)

Hans Kadereit (* 10. Dezember 1935 in Remscheid; † 2. Juli 2021 ebenda) war ein deutscher Journalist und Autor, der Informationen über seine Heimat Lüttringhausen und Remscheid veröffentlichte.

## Leben
Kadereit schrieb und fotografierte von 1974 bis 2004 für den Lüttringhauser Anzeiger in Remscheid. Von 2009 bis 2017 war er für den Verlag Sonntagsblatt in Wuppertal tätig. Ab 2013 lieferte er auch Beiträge für den Bergischen Boten.
Daneben veröffentlichte er mehrere Bücher über seine Heimat in Lüttringhausen, Remscheid und das Bergische Land.
Er war 1976 Initiator des Lüttringhauser Weihnachtsmarktes und organisierte ihn 25 Jahre lang. Kadereit engagierte sich mehr als zehn Jahre im Marketingrat Lüttringhausen und initiierte dort den Lüttringhauser Herbst- und Bauernmarkt und wenig später den Lüttringhauser Kunsthandwerker-Markt.

## Veröffentlichungen – Bücher und Bildbände
- Lüttringhausen wie es war und ist. Verlag Van Geyt Productions, 1993.
- Profile aus der Stadt Remscheid. Zinke, Schwerin, 2006, ISBN 3-932746-66-X.
- mit Cornelia Konejung: Solinger Profile. Zinke, Schwerin, 2008, ISBN 978-3-932746-94-9.[3]
- Wo noch gebeiert, gehaspelt und gedengelt wird. RGA-Buchverlag, Remscheid, 2009, ISBN 978-3-940491-07-7.